# Étienne Béquet
Pour les articles homonymes, voir Béquet.
Étienne Béquet ou Becquet est un écrivain et critique français. Né à Paris le 7 novembre 1797, il y est décédé le 30 septembre 1838. 

## Biographie
Il collabore dans de célèbres journaux du XIXe siècle comme critique politique et littéraire pour Le Journal des Débats ou la Revue de Paris souvent sous divers pseudonymes dont le plus connu est R. Un de ses articles contenant : Malheureuse France ! malheureux roi !, après l’avènement du ministère Polignac (août 1829) a un très important retentissement au point que le Journal des Débats est poursuivi. Béquet avoua être l'auteur du texte. 

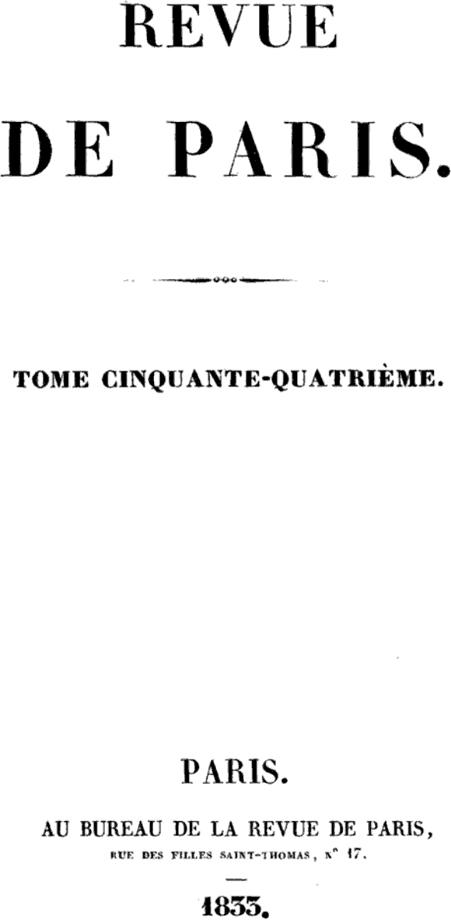
Numéro de la Revue de Paris (1833)

Critique prolifique, il tient un feuilleton quotidien dans le Journal des débats pendant quinze ans (1825-1835), en remplacement de Charles Nodier et s'oppose en littérature au romantisme. Il y soutint par contre Casimir Delavigne et est le premier à remarquer la valeur des comédies d'Eugène Scribe. Jules Janin disait de lui qu'il savait tout dire sans offenser personne.  
En 1829, sa nouvelle Marie Ou, Le Mouchoir Bleu obtient un très grand succès Homme apprécié, Prosper Mérimée écrivit sur lui : C'était un des plus aimables compagnons qu'on pût trouver et un écrivain distingué, mais il est mort comme il avait vécu sans le sou. 
Dumas, dans Mes Mémoires (Paris, éd. Claude Schopp, éd. Robert Laffont, coll. "Bouquins"), dresse de lui un portrait tout en douceur : « il avait eu beaucoup d'esprit ». En revanche, il nous apprend qu'il aimait boire beaucoup et qu'il avait beaucoup de dettes, ce qui lui valut bien des déboires avec son père : 
« C'est ivre-mort, et sortant de chez mademoiselle Mars, que Becquet fit, au Journal des Débats, le fameux article qui finissait par ces mots et qui renversa la monarchie : Malheureuse France, malheureux roi ! ». 
Jules Janin lui succède au Journal des Débats. 
Il meurt le 30 septembre 1838 dans la maison de santé du docteur Blanche, à Montmartre (Seine). Il est inhumé à Bessancourt.

## Œuvres
- Histoire Véritable de Lucien, 1828 (traduction)
- Marie Ou, Le Mouchoir Bleu, 1829 (dans La Revue de Paris), 1884, (en volume)
- L’abbaye de Maubuisson, 1831